# Brassac (Tarn)
Brassac település Franciaországban, Tarn megyében. Lakosainak száma 1293 fő (2022. január 1.). Brassac Anglès, Le Bez, Fontrieu és Lasfaillades községekkel határos.

## Népesség
A település népességének változása:
| Lakosok száma | 1396 | 1331 | 1289 | 1330 | 1290 | 1297 | 1305 | 1297 | 1294 | 1293 |
|               | 2010 | 2013 | 2015 | 2016 | 2017 | 2018 | 2019 | 2020 | 2021 | 2022 |